# Unità Duvdevan
L'Unità 217, comunemente nota come Duvdevan (in ebraico דובדבן‎?, lett. "ciliegia"), è un'unità mistaʽaravim della brigata commando delle forze di difesa israeliane.
È nota per le sue operazioni sotto copertura nelle aree urbane, durante le quali i suoi operatori spesso indossano abiti civili per camuffarsi tra la popolazione araba locale. È noto anche che l'unità è composta da membri altamente qualificati nella controsorveglianza sia umana che meccanica. L'Unità 217 esegue numerose operazioni complesse e ad alto rischio, tra cui uccisioni mirate di militanti e una serie di altre operazioni sotto copertura nelle regioni arabe, molte delle quali sono classificate.

## Storia
Secondo le forze di difesa israeliane (IDF), l'Unità 217 è stata istituita nel giugno 1986 per gestire gli "eventi di sicurezza" in Cisgiordania, in particolare nelle sue aree civili densamente popolate. Durante l'ondata di violenze del 2015-2016 nell'ambito del conflitto israelo-palestinese, l'unità è stata coinvolta negli arresti degli assassini di Eitam e Na'ama Henkin, Hafna Meir e del rabbino Ya'akov Littman (o Litman) e di suo figlio. Per il suo lavoro durante questo periodo, l'Unità 217 ha ricevuto la citazione del capo di stato maggiore israeliano.
Con l'incorporazione alla Brigata Commando, l'Unità 217 ha ampliato le proprie attività operative.

## Organizzazione e missione
L'unità fa parte dell'89ª Brigata Commando "Oz" (una brigata dedicata esclusivamente alle operazioni speciali), ma gli operatori Duvdevan seguono un addestramento di base nella 35ª Brigata paracadutisti. L'unità 217 è molto simile all'unità Yamas della polizia di frontiera israeliana.

## Nella finzione
La serie televisiva Netflix Fauda si concentra su un'unità d'élite israeliana immaginaria modellata su Duvdevan. La serie è stata co-creata da Lior Raz e Avi Issacharoff; Raz in precedenza ha prestato servizio nell'unità.

## Armamento
- Pistola semiautomatica Jericho 941[7]
- Fucile di precisione M89SR
- Fucile di precisione M24 Sniper Weapon System
- Fucile d'assalto M4[7]
- Fucile a pompa Remington 870[7]
- Para Micro-Uzi[7]
- Mitragliatrice leggera IWI Negev
- Lanciarazzi Shipon
- Lanciagranate automatico Mk 47 Striker
- Pistole Glock 17/19C[7]
- Coltello da combattimento

## Galleria d'immagini

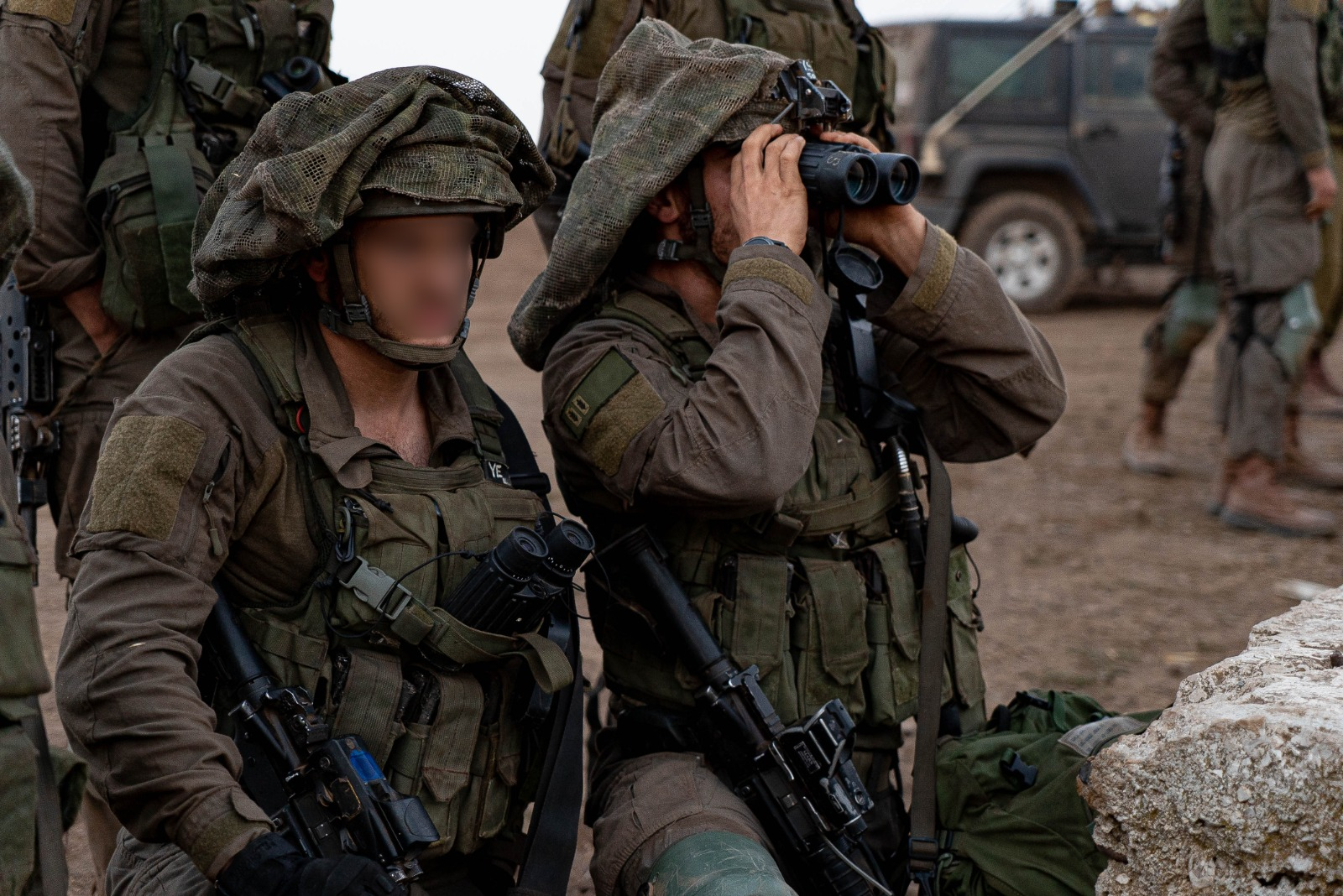
Duvdevan settembre 2020
Unità Duvdevan, marzo 2022
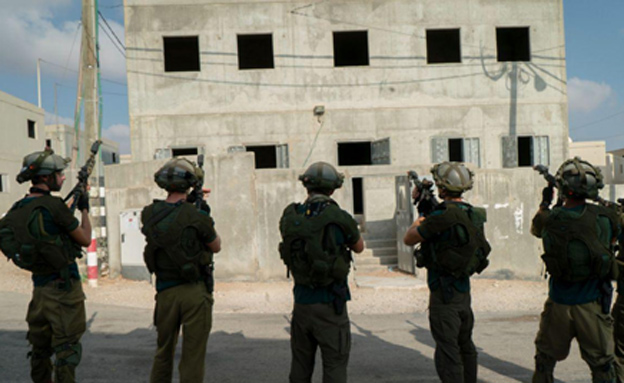
Esercitazione congiunta dell'Unità Duvdevan e del601º Gruppo Forze Speciali dell'esercito ceco